# Império do Espírito Santo de Nossa Senhora dos Remédios
O Império do Espírito Santo de Nossa Senhora dos Remédios é um Império do Espírito Santo português que se localiza na aldeia dos Fenais, concelho de Santa Cruz da Graciosa, ilha Graciosa, arquipélago dos Açores.
Esta Irmandade do Divino Espírito Santo tem uma data de reconstrução de 1933 (quando teve de mudar de lugar para dar passagem à nova estrada de acesso aos Fenais). A sua data de fundação recua ao século XIX mais precisamente no ano de 1895.